# Salomon Leclerc
Salomon Leclerc FSC, właściwe Wilhelm Ludwik Mikołaj Leclerc (fra.) Guillaume-Nicolas-Louis Leclerc (ur. 15 listopada 1745 w Boulogne-sur-Mer, zm. 2 września 1792 w Paryżu) – męczennik, ofiara prześladowań antykatolickich okresu francuskiej rewolucji, święty Kościoła katolickiego.
Po ukończeniu lokalnej szkoły prowadzonej przez lasalianów (braci szkolnych), 25 marca 1767 roku przystał do zgromadzenia zakonnego przyjmując imię Salomon. W nowicjacie był nauczycielem, a następnie pełnił obowiązki dyrektora. Po pięciu latach został pomocnikiem mistrza nowicjuszy. Od 1777 pełnił obowiązki prokuratora w Maréville, a dziesięć lat później powierzono mu sekretarzowanie prowincjałowi. Po wybuchu rewolucji odmówił złożenia przysięgi na cywilną konstytucję kleru. Po przeniesieniu do Paryża odwiedzał ośrodki lasalianów udzielając im wsparcia. W 1791 razem z ks. Clorivièrem przygotowywał plany założenia nowego zgromadzenia.
Aresztowany został 15 sierpnia 1792 roku. Był jedną z ofiar tak zwanych masakr wrześniowych, w których zginęło 300 duchownych i jednym z zamordowanych w klasztorze karmelitów 2 września 1792 roku. Jest pierwszym beatyfikowanym po założycielu Janie Chrzcicielu de la Salle członkiem Zgromadzenia Braci Szkół Chrześcijańskich i pierwszym należącym do zgromadzenia męczennikiem.
Salomon Leclerc znalazł się w grupie 191 męczenników z Paryża beatyfikowanych przez papieża Piusa XI 17 października 1926 roku. Papież Franciszek w dniu 10 maja 2016 uznał cud za wstawiennictwem bł. Salomona Leclerca.
16 października 2016, podczas uroczystej mszy świętej na placu Świętego Piotra w Watykanie, bł. Salomon Leclerc z sześcioma innymi błogosławionymi, (Józefem Gabrielem Brochero, Józefem Sánchez del Río, Elżbietą od Trójcy Przenajświętszej, Emanuelem Gonzálezem García, Alfonsem Marią Fusco i Ludwikiem Pavoni), został przez papieża Franciszka ogłoszony świętym i włączony w poczet świętych Kościoła katolickiego. Jego wspomnienie liturgiczne przypada 2 września (w rocznicę śmierci).